# Matteo Lontani
 (juin 2024).
Matteo Lontani, né le 26 mars 2007 à Ravenne, est un footballeur italien qui joue au poste de milieu de terrain à la Juventus.

## Biographie

### Carrière en club
Né à Ravenne en Italie, Matteo Lontani est formé par le Cesena FC avant de rejoindre en 2021 le centre de formation de la Juventus,, où il s'illustre en équipes de jeunes.

### Carrière en sélection
Matteo Lontani est convoqué avec l'équipe d'Italie des moins de 17 ans pour participer au Championnat d'Europe des moins de 17 ans qui a lieu en mai et juin 2024. L'Italie atteint la finale de la compétition après sa victoire face au Danemark (1-0),.

## Palmarès
À venir.